# پادشاه (ترانه یرز اند یرز)
«پادشاه» (به انگلیسی: King) تک‌آهنگی از یرز اند یرز است که در سال ۲۰۱۵ میلادی منتشر شد. این تک‌آهنگ در آلبوم صمیمیت قرار داشت.
این تک‌آهنگ در چارت‌های اسکاتلند، بریتانیا در رتبه اول و در چارت‌های ایرلند، استرالیا، دانمارک، لهستان، سوئیس، اتریش جزو ده ترانه اول قرار گرفت.